# 雷金纳德·麦克纳
雷金纳德·麦克纳（英語：Reginald McKenna，1863年7月6日—1943年9月6日）是一个英国银行家、自由党政客。他首次入阁是在亨利·坎贝尔-班纳曼内阁中担任教育大臣，之后他担任第一海军大臣。他最重要的职务是在亨利·坎贝尔-班纳曼内阁中担任内政大臣和财政大臣。

## 背景和教育
雷金纳德·麦克纳出生于伦敦肯辛顿，是威廉·科伦班·麦克纳与其妻埃玛（查尔斯·汉比之女）之子。约瑟夫·尼尔·麦克纳爵士是他的叔叔。雷金纳德·麦克纳先后就读于国王学院学校和剑桥大学三一学堂。在剑桥，他是一个著名的划船手。1886年的皇家亨利赛艇日，他以三一学院赛艇俱乐部八人单桨有舵手的身份赢得大挑战杯。

## 政治生涯

### 麦克纳关税法
为了筹措一战军费，1915年9月颁布的《麦克纳关税法》对进口的奢侈品征收33.3%的关税。《麦克纳关税法》适用于进口的电影、钟表、小汽车、摩托车和乐器。1924年，拉姆齐·麦克唐纳的工党政府曾短暂地取消这项法令，1925年又恢复征收。

## 家庭
麦克纳1908年与帕梅拉·杰基尔（逝于1943年11月）结婚，帕梅拉·杰基尔是赫伯特·杰基尔爵士（园艺师格特鲁德·杰基尔的兄弟）与他妻子阿格尼丝·杰基尔女爵士（原姓格雷厄姆）的小女儿。麦克纳夫妇育有两个儿子——迈克尔和戴维。

## 文献
- Brown, Jane. . London: Viking. 1996. ISBN 0-670-85871-4.
- Asquith, Earl of Oxford and. . 1926.
- David, Edward (编). . London. 1977.
- Farr, Martin. . London and New York: Routledge. 2007.
- Horn, Martin. . McGill-Queen's Press. 2002. ISBN 9780773522947.
- Jenkins, Roy. . London: Collins. 1964.
- Jenkins, Roy. . London: Macmillan. 1998. ISBN 0-333-73057-7.
- Lloyd George, David. . London: Odhams Press. 1938.
- McKenna, Stephen. . Eyre & Spottiswoode. 1948.
- McKinstry, Leo. . London. 2005.
- Owen, David. . 2014. ISBN 978-1-908323-67-5.
- Philpott, William. . War in History. 1995, 2 (1): 43–64. doi:10.1177/096834459500200103.
- Spender, J. A.; Asquith, Cyril. . 1932.
- John Wilson, 2nd Lord Moran. . London. 1973.
- . The Times (London). 7 September 1943, (49644): 6.